# أولتا بوكا
أولتا بوكا (بالألبانية: Olta Boka) هي مغنية ألبانية ولدت في يوم 13 سبتمبر 1991 في تيرانا عاصمة ألبانيا. بدأت الغناء في سنة 2001 ومثلت ألبانيا في مسابقة الأغنية الأوروبية في سنة 2008.